# Rönkfa kerítés
A rönkfa kerítés, vagy cölöp kerítés fából készült kerítéstípus Európa északi országaiban, főleg vidéken. Észtország, Finnország, Norvégia, illetve Svédország területén terjedt el. Ezt a kerítéstípust főleg azokban a vidéki gazdaságokban használták, amelyek állattartással foglalkoztak. Elsősorban nem a birtokhatárok kijelölésére szolgált, hanem az állatok elkerítésére.

## Készítése, szerkezete
Elkészítéséhez meglehetősen sok faanyagra van szükség, ám ez az erdőségekkel gazdagon borított északi országokban nem okozott gondot. A kerítés gerincét alkotó cölöpök, vagy rönkök többnyire fenyő, vagy boróka alapanyagból készültek. A fákat nem hántolták le, hanem kéreggel együtt állították be a kettő szűk oszlopsor közé úgy, hogy azok egy bizonyos dőlésszögben az alattuk lévő rönköket feszítették lefelé. Mivel a cölöpök nem vízszintesen voltak elhelyezve, ezért a víz lefolyt róluk. A felhasznált cölöpök többnyire 5-7 cm vastag, fiatal fák voltak. 

## Elnevezései
A rönkfa kerítést minden országban más és más nevekkel látták el a helyi népek. Svédországban a gärdesgård, a gärsgård, illetve a gärdsgård nevet viseli. Finnországban riukuaita, risuaita, puuaita (magyarul: fakerítés), puinen viistoaita, aidasaita, särentöaita illetve pistoaita és pisteaita néven ismerik. Az aita utótag kerítést jelent. Észtországban a roigasaed és a teivasaed kifejezéseket használják erre a kerítéstípusra. Norvégiában pedig skigard néven ismerik.

## Galéria

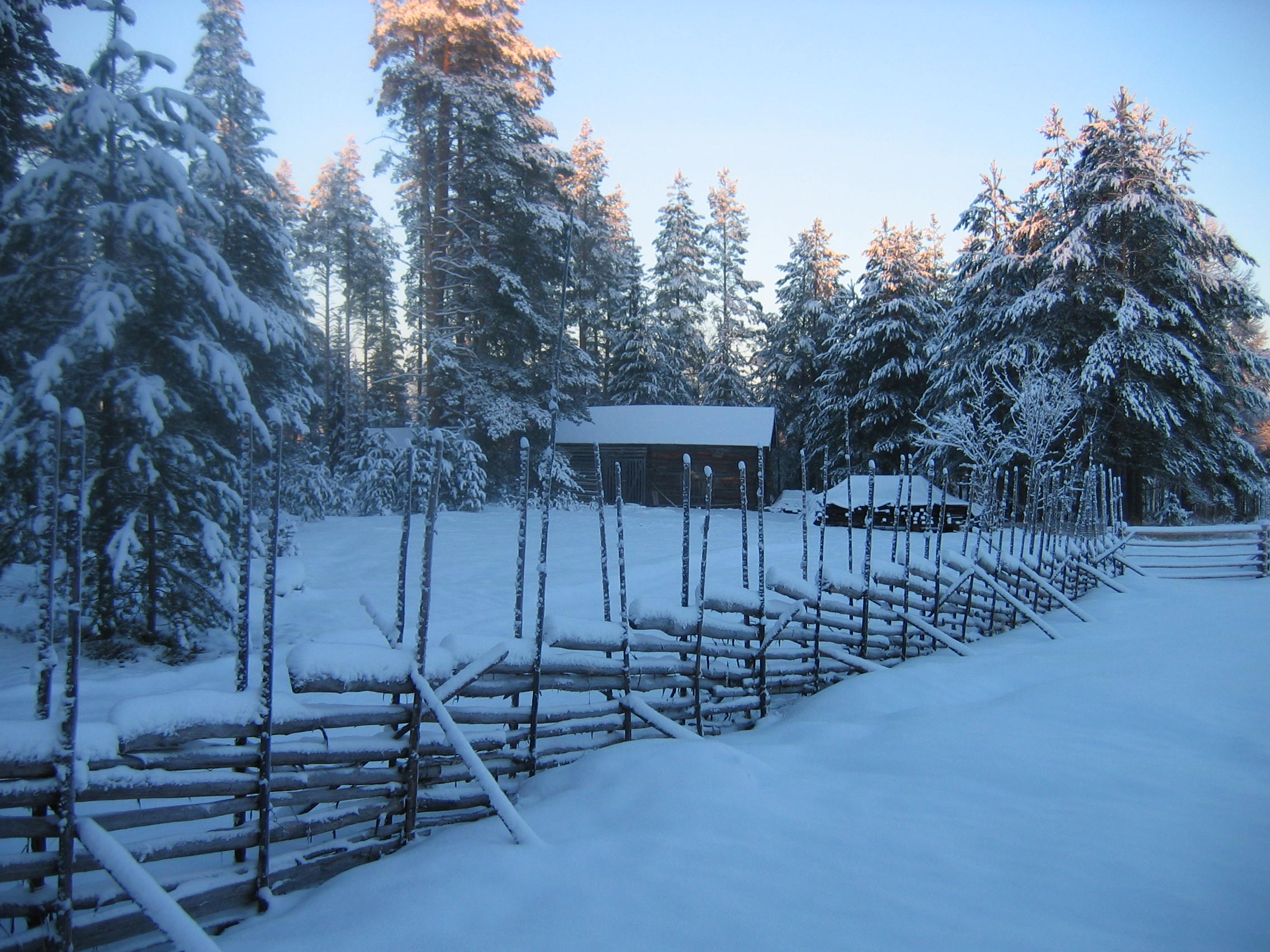
Cölöp kerítés Utajärviban, Finnország
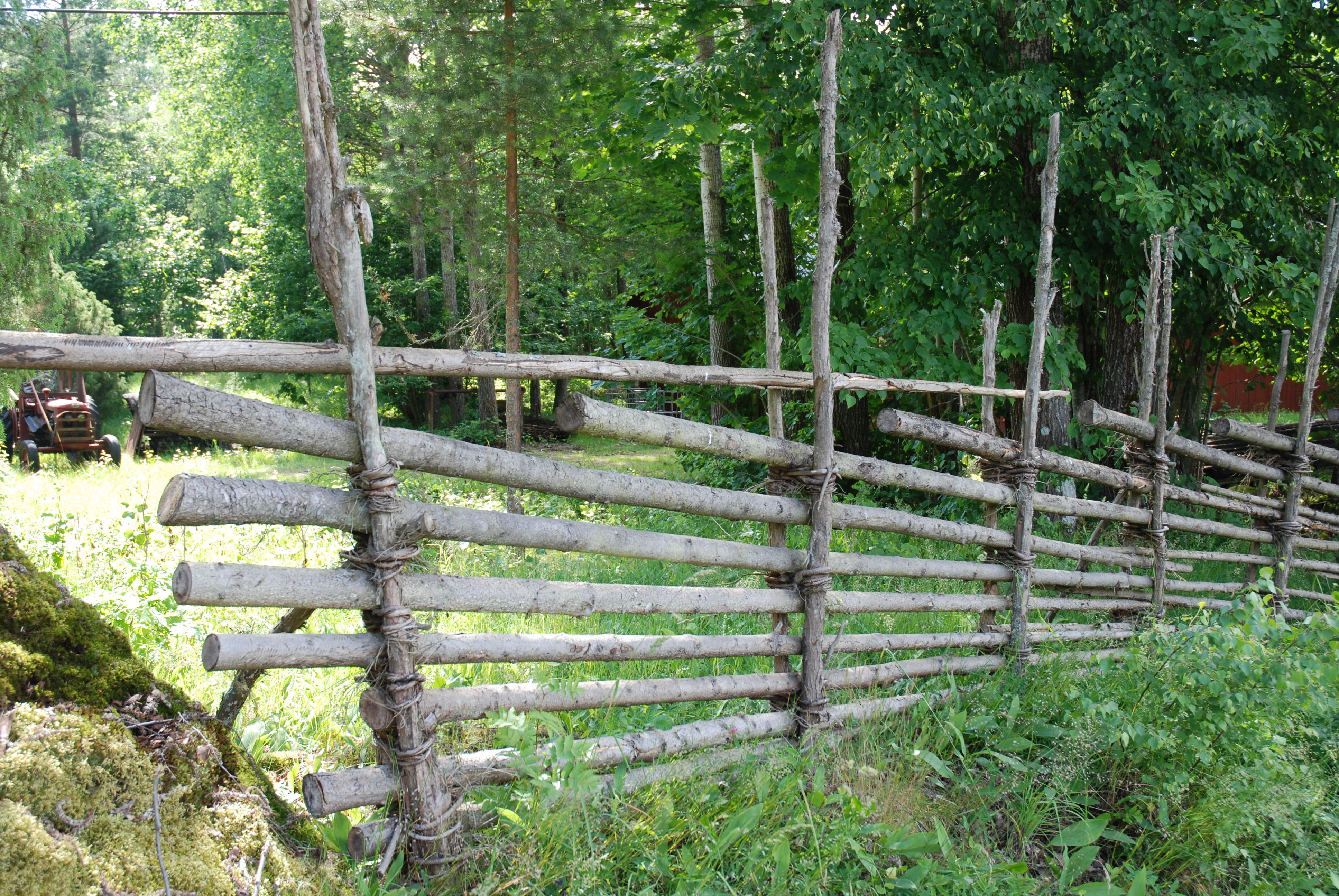
Småland tartomány, Svédország
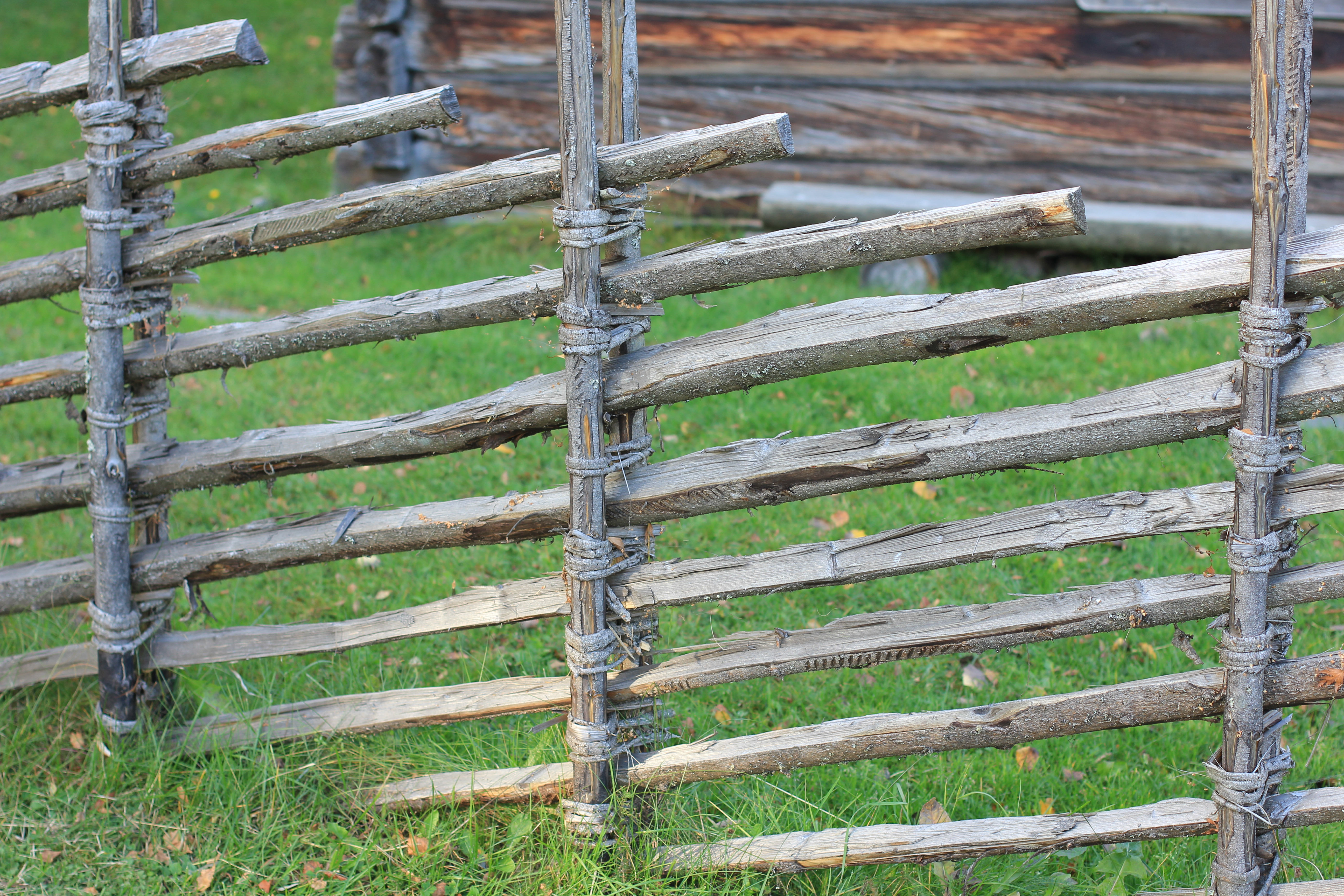
Vékony fákból épített léckerítés egy norvég skanzenben Elverum városában
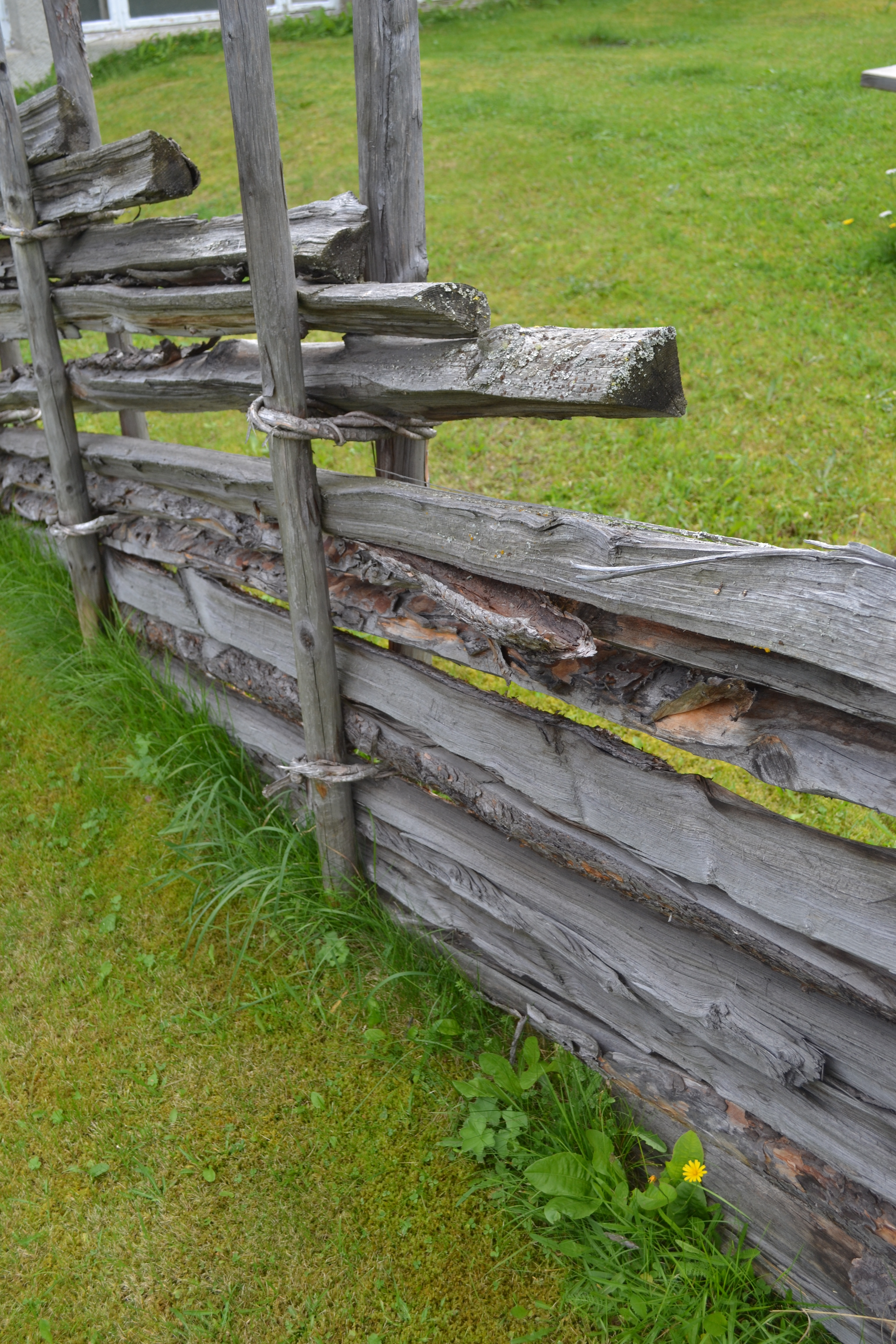
Hagyományos rönkfa kerítés, Dovre, Norvégia
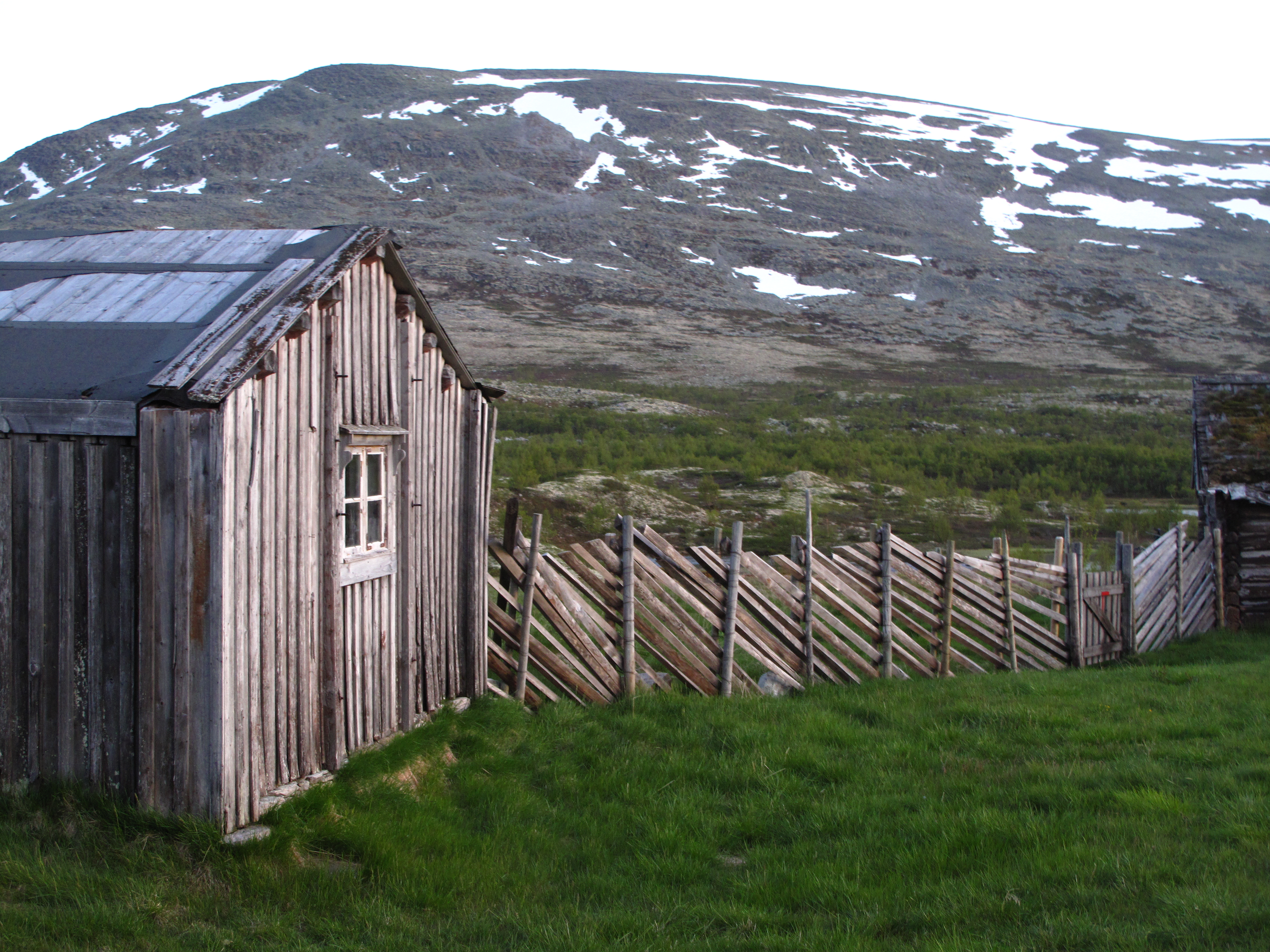
Skigard Alvdal városában
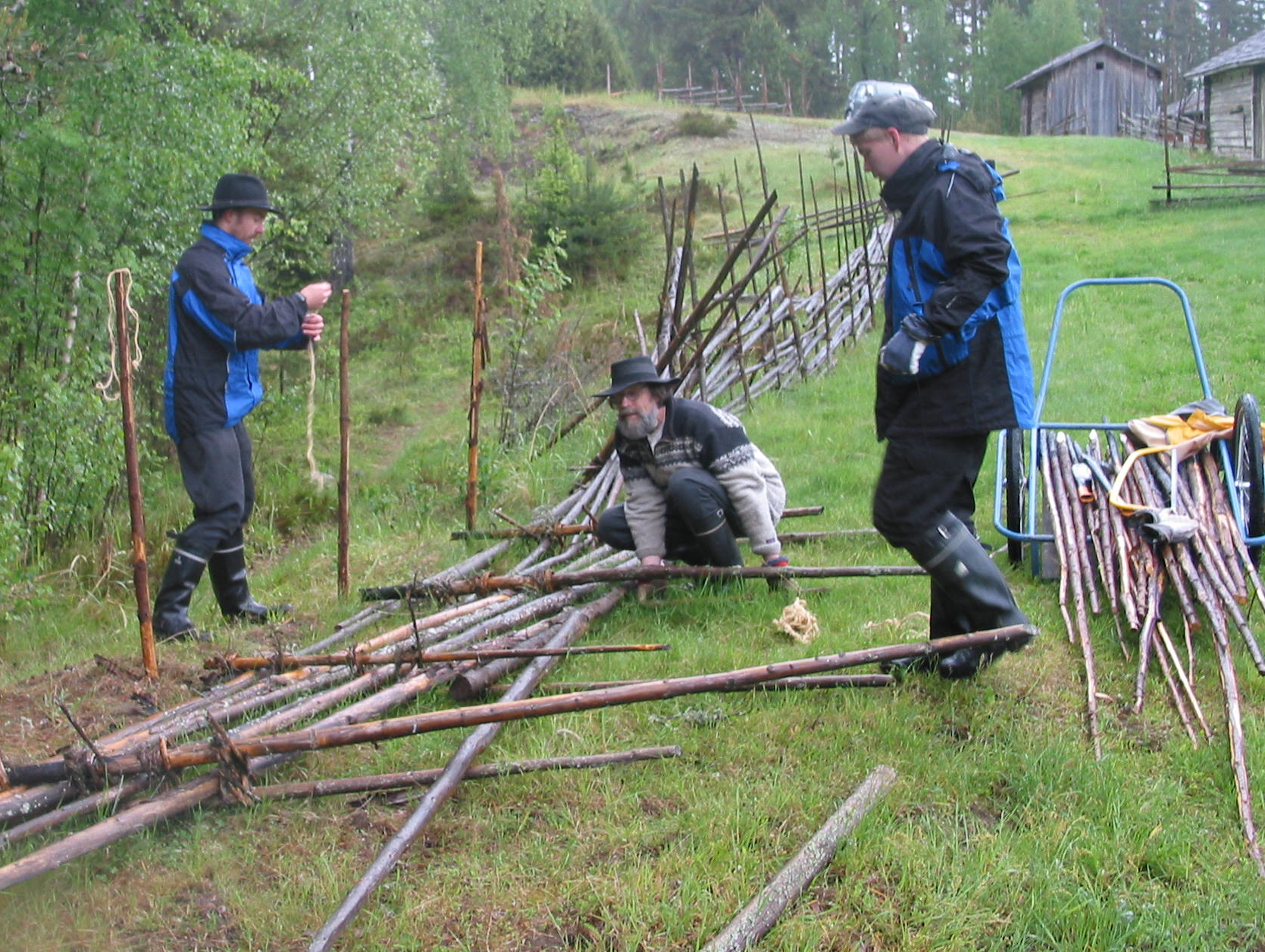
Rönkfa kerítés felújítása
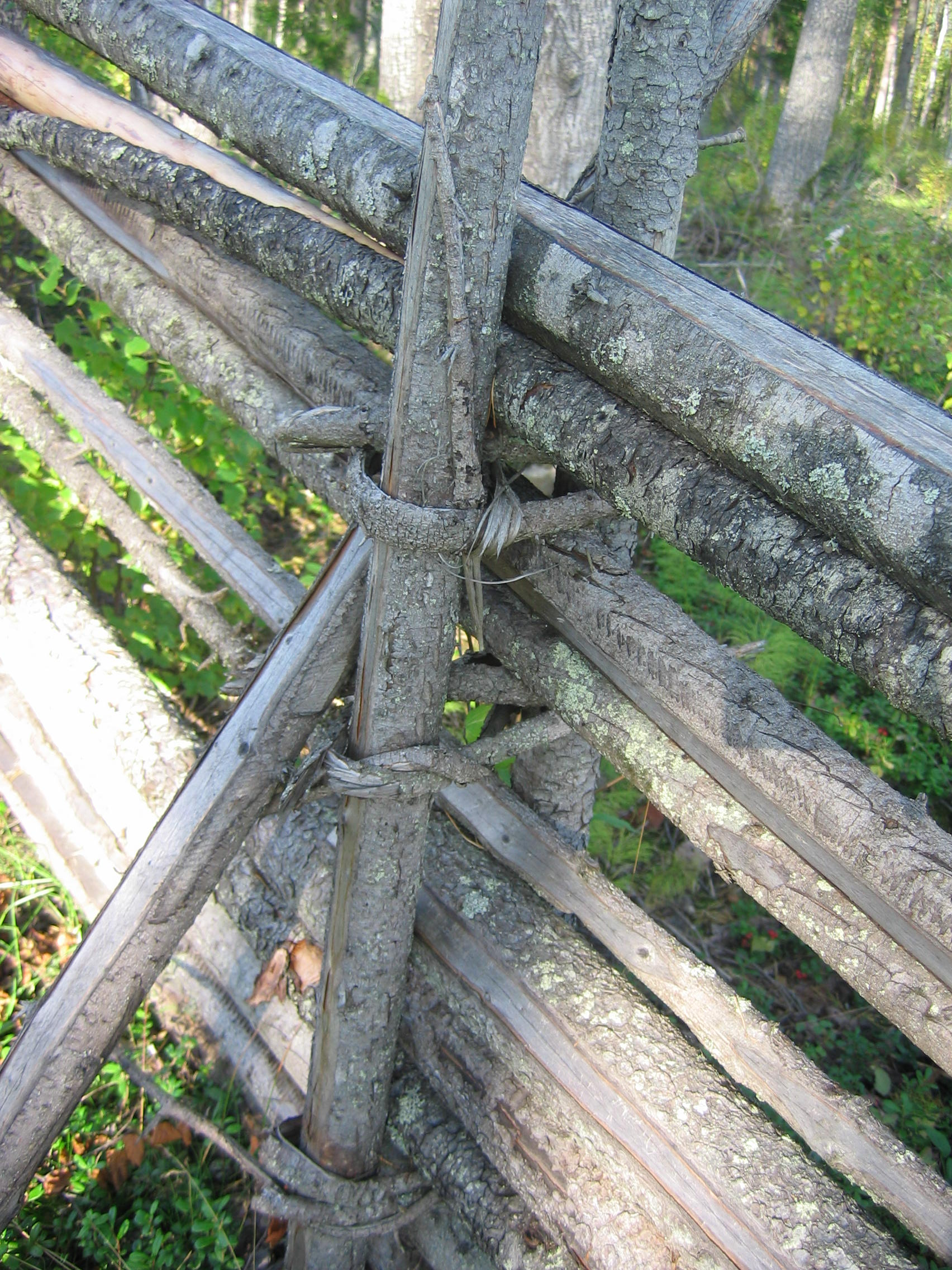
A kerítések megerősítésére használt vékonyabb ágak

## Fordítás
Ez a szócikk részben vagy egészben  a   Roundpole fence című angol Wikipédia-szócikk ezen változatának fordításán alapul.  Az eredeti cikk szerkesztőit annak laptörténete sorolja fel. Ez a jelzés csupán a megfogalmazás eredetét és a szerzői jogokat jelzi, nem szolgál a cikkben szereplő információk forrásmegjelöléseként.